# NGC 1266
NGC 1266 is een lensvormig sterrenstelsel in het sterrenbeeld Eridanus. Het hemelobject werd op 20 september 1784 ontdekt door de Duits-Britse astronoom William Herschel.

## Synoniemen
- GC 667
- IRAS 03134-0236
- H 3.194
- MCG -1-9-23
- PGC 12131